# Lliga catalana de voleibol masculina
La Lliga catalana de voleibol masculina, coneguda com Lliga Catalana de Superlliga masculina, és una competició esportiva de clubs esportius catalans de voleibol masculí. Fou creada durant la dècada de 1980 i és continuació del Campionat de Catalunya de voleibol masculí. celebrat entre 1951 i 1970. De caràcter anual, està organitzada per la Federació Catalana de Voleibol. Hi participen els equips catalans que participen a la Superlliga masculina de voleibol, disputant una fase final en seu neutral. Aquesta competició sol celebrar-se al mes de setembre i dona inici a la temporada oficial de voleibol a Catalunya.

## Historial
| En negreta = Equip guanyador (1) = Nombre de títols Nota: Noms dels equips segons l'època |

| Edició     | Temp.   | Data       | Campió             | Resultat  | Subcampió          | Seu                                            | refs.        |
| ---------- | ------- | ---------- | ------------------ | --------- | ------------------ | ---------------------------------------------- | ------------ |
|            | 1985-86 |            | FC Barcelona (1)   |           |                    |                                                |              |
|            | 1991-92 |            | FC Barcelona (2)   |           |                    |                                                |              |
|            | 1994-95 |            | FC Barcelona (3)   |           |                    |                                                |              |
|            | 1996-97 |            | CV SPiSP (1)       |           |                    |                                                |              |
|            | 2002-03 |            | CV SPiSP (2)       |           |                    |                                                |              |
|            | 2003-04 |            | CV Andorra         |           |                    |                                                |              |
|            | 2004-05 | 11-09-2004 | CV Andorra         | lligueta  |                    | Poliesportiu dels Serradells, Andorra la Vella | [ 2 ] [ 3 ]  |
|            | 2005-06 |            |                    |           |                    |                                                |              |
|            | 2006-07 |            |                    |           |                    |                                                |              |
|            | 2007-08 | 31-09-2007 | CV SPiSP ()        | 3-2       | FC Barcelona       | Pavelló del Club Gimnàstic, Tarragona          | [ 4 ]        |
|            | 2008-09 |            |                    |           |                    |                                                |              |
|            | 2009-10 | N/D        | FC Barcelona (4)   | 3-0 / 1-3 | CV SPiSP           | N/D                                            | [ 5 ] [ 6 ]  |
|            | 2010-11 |            | FC Barcelona (5)   |           |                    |                                                |              |
|            | 2011-12 | N/D        | FC Barcelona (6)   | lligueta  | CV AA Llars Mundet | N/D                                            | [ 7 ]        |
|            | 2012-13 |            | CV AA Llars Mundet |           |                    |                                                |              |
|            | 2013-14 |            | CV Andorra         |           | FC Barcelona       | Parc Esportiu de Cornellà de Llobregat         | [ 8 ]        |
|            | 2014-15 |            |                    |           |                    |                                                |              |
| [ Nota 1 ] | 2015-16 |            | FC Barcelona       | 0-3 /     | CV AA Llars Mundet |                                                | [ 9 ] [ 10 ] |
|            | 2016-17 |            | FC Barcelona (7)   | 3-0       | CV SPiSP           |                                                | [ 11 ]       |
|            | 2017-18 | 23-09-2017 | FC Barcelona (8)   | 3-0       | CV SPiSP           | Parc Esportiu de Cornellà de Llobregat         | [ 12 ]       |
|            | 2018-19 | 25-09-2018 | CV SPiSP ()        | 3-1       | FC Barcelona       | Parc Esportiu de Cornellà de Llobregat         | [ 13 ]       |
|            | 2019-20 | 29-09-2019 | FC Barcelona (9)   | lligueta  |                    |                                                | [ 14 ]       |
|            | 2020-21 |            |                    |           |                    |                                                |              |
|            | 2021-22 | 26-09-2021 | CV SPiSP ()        | 3-2       | FC Barcelona       | Sabadell                                       | [ 15 ]       |
|            | 2022-23 | 25-09-2022 | FC Barcelona (10)  | 3-0       | CV Tarragona SPiSP | Pavelló Municipal de Sant Pere i Sant Pau      | [ 16 ]       |
|            | 2023-24 | 24-09-2023 | CV Tarragona SPiSP | 4-1       | FC Barcelona       | Pavelló de la Salle Bonanova, Barcelona        | [ 17 ]       |

1. ↑  En no haver-hi cap equip competint a la primera divisió de la Lliga espanyola, es disputà la Lliga catalana de la Superlliga 2